# 中性牛奶飯店
中性牛奶飯店（英語：Neutral Milk Hotel）是一個由歌手、吉他手和音樂創作人傑夫．曼幹在1990年代初期成立的美國樂團，並以實驗性音樂、晦澀的歌詞和不拘一格的演奏技巧為主要特色。
首次以「中性牛奶飯店」為名發行的作品為1994年的EP《Everything Is》。從成立到解散至今，該樂團只發行過兩張專輯，1996年首張專輯《On Avery Island》發行；1998年他們發行了後來成為他們最知名的專輯《航越大海的飛機》，該專輯在當時雖然並未擁有極大的商業成就，但後來持續賣出超過30萬張，許多評論刊物也給其極高的評價，包括亞馬遜網站在2009年時評選的「史上最偉大的100張獨立搖滾專輯」名列第2名、美國搖滾音樂雜誌《Magnet》在2003年評選的「1993年至2003年的60大專輯」名列第1名。
中性牛奶飯店是根基於喬治亞州雅典市的傳奇唱片廠牌象六的最初成員之一，其他原始成員還有The Apples in Stereo以及奧利維亞顫抖控制。
該樂團在靈魂人物傑夫．曼幹對於巡迴表演和唱片公司不再熱衷，後來又精神崩潰後，於1999年宣布解散。
2013年4月29日，中性牛奶飯店透過自身廠牌宣佈復出巡迴，並公佈了包括美國、日本、台灣的行程。

## 歷史

### 成立
傑夫．曼幹與高中友人Will Cullen Hart還有Bill Doss成了The Olivia Tremor Control，傑夫．曼幹參與了該團第一張發行作品，《California Demise 》七吋單曲。
在以中性牛奶飯店這個名字為朋友錄音之前，傑夫．曼幹已經以Milk之名錄製了一些卡帶，最為人所知的一卷就是《Pygmie Barn in E Minor》。這些卡帶是傑夫．曼幹最早的作品，但大多沒有公諸於世，只有大約12卷左右被複錄下來。2006年，象六發行了名為《Beauty》的卡帶，不久後更發行了許多名為《Ruby Bulbs》的卡帶，〈Ruby Bulbs〉也是歌名，很可能是唯一一首Neutral Milk Hotel曾演奏過，Milk時期的歌。
Neutral Milk Hotel始於1990年代傑夫．曼幹的個人計劃。他錄製了很多試聽卡帶，包括1991年的《Invent Yourself a Shortcake》、1992年的《Beauty》（跟被挖掘出來的早期卡帶不一樣）、1993年的《Hype City Soundtrack》，還有兩卷沒有名字的作品。這些作品大多還在完成的初期階段，有著大量奇特聲響還有聲音的實驗，其中一卷內容僅僅只有傑夫．曼幹與好友Hart的六分鐘對話。另一首〈Digestion Machine〉，內容是各種聲音組合在一起回答傑夫．曼幹的問題：「What does the digestion machine mean to you?」緊接著是〈Up and Over〉還有〈The King of Carrot Flowers Pt. 3〉。
這段時間傑夫．曼幹走遍美國，無業、住在朋友的壁櫥裡。但也是因為這段日子，樂團第一張正式作品逐漸成型。嚴格來說「樂團」通常指的是傑夫．曼幹跟那時一起玩音樂的不管是誰。這種隨性的態度從1994年發行的《Everything Is》七吋單曲就可以看出來，這張單曲是傑夫．曼幹停留在西雅圖華盛頓的時候錄製的，由Cher Doll發行。

## 音樂作品

### 錄音室專輯
《On Avery Island》（1996年）
1994年到1996年對傑夫．曼幹－或者說Neutral Milk Hotel來說是非常重要的時期，因為他終於踏入唱片工業，發行了正式的錄音作品。這時期的作品有1994年的EP《Everything Is》和1996年的錄音室專輯《On Avery Island》。《On Avery Island》不只對Neutral Milk Hotel有重大的意義，同時錄音的過程也琢磨出象六的製作模式。
專輯在Robert Schneider成立於丹佛的Pet Sounds錄音室製作。擔綱製作人的Robert，其錄音哲學也可說是象六的精神：「擷取真實的靈魂」。儘管一個完美無雜質的音場可以收到最漂亮的聲音，但對Robert來說，錄音工程並不只是透過製作人的指揮錄下聲音；一個好的製作過程，應當是要去開創一個空間，讓在這個空間中的主角，可以透過不斷的溝通與激盪，自由發揮自己的想法。
從Ruston小鎮封閉的文化以致對外界的渴求，加上各式風格迥異的音樂經歷，養成傑夫．曼幹滿腦子衝突又奇異的狂想。《On Avery Island》專輯便是採自傑夫．曼幹從Avery Island公園裡的佛像得來的神祕體驗，加入性愛主題、異境的迷失與探索而成的作品。
《航越大海的飛機》（In the Aeroplane Over the Sea，1998年）
1998年，樂團發行第二張專輯《In the Aeroplane Over the Sea》，由 Robert Schneider擔綱製作人。這張作品受到大屠殺受害者安妮法蘭克很深的啓發，傑夫．曼幹在城市漫遊的某日發現一本《安妮日記》，看完之後哭了三天， 在幾場現場演出，傑夫．曼幹描述專輯裡的歌曲很多是關於他夢見的猶太人家庭。 《In the Aeroplane Over the Sea》音樂上使用了很多包括鋸琴等獨特的樂器，激切充滿想像意味的歌詞讓人忍不住想猜透文字背後的意義。雖然在專輯發行之時並未獲得市場上的迴響，但在發行之後的日子，《In the Aeroplane Over the Sea》的銷量卻不斷增加，根據Merge Record的統計數字，專輯賣出超過三十萬張。但是專輯的成功以及持續一年的巡迴對傑夫．曼幹造成很大的精神負荷，樂團突然宣佈停止一切活動，拒絕任何演出。
1998年12月5號，在樂團無止盡休團之前，傑夫．曼幹在喬治亞州雅典為Chris Bilheimer的生日演出，現場觀眾大多朋友和樂團夥伴。這場演出以少數傑夫．曼幹在 《In the Aeroplane Over the Sea》之後譜寫的歌曲〈Little Birds〉開場，歌曲描述小男孩的身體被許多小鳥填滿，保護他不被父親殺害。之後的曲目就皆出自於《In the Aeroplane Over the Sea》。
1998年12月31號，傑夫有另一場演出，表演的曲目除了《In the Aeroplane Over the Sea》的歌曲之外還有〈Oh Sister〉、〈Engine〉。

### EP
- 《Everything Is》（1994年）
- 《Ferris Wheel on Fire》（2011年）

## 休團期間
休團期間，樂團成員偶爾會參與其他樂團的計劃。傑夫．曼幹在 The Olivia Tremor Control第二張專輯《Black Foliage: Animation Music Volume One》中的歌曲〈I Have Been Floated〉獻聲。當被問到是否會寫下一張專輯，傑夫．曼幹回答：「我不知道，有的話可能很好，但有時我不免懷疑。」Orange Twin Records原本打算發行Neutral Milk Hotel的珍稀作品，但在 2005年Orange Twin Records宣佈計劃取消，因為傑夫．曼幹不願意。
即便如此，Orange Twin Records還是重新發行了EP〈Everything Is〉，增加了額外曲目。1997年在喬治亞州雅典的演出也被錄音發行，發行名稱《 Live at Jittery Joe's》。除了這兩個發行， Orange Twin在2001年發行了《 Major Organ and the Adding Machine》，內容收錄了傑夫．曼幹、Julian Koster、of Montreal的Kevin Barnes、Elf Power的Andrew Reiger以及 Olivia Tremor Control、 Will Cullen Hart以及Eric Harris等的歌曲。同年還發行了《Orange Twin Field Works: Volume I》，內容是傑夫．曼幹在保加利亞民謠音樂節的現場演出錄音。
Neutral Milk Hotel解散之後，傑夫．曼幹現場演出的次數屈指可數，應紐西蘭音樂人Chris Knox之邀，在紐西蘭奧克蘭的 Kings Arms演出是其中一場。傑夫．曼幹共演出13首歌，半數來自《In The Aeroplane Over The Sea》，還翻唱了Phil Spector的〈 I Love How You Love Me〉還與Chris Knox合唱約翰藍儂的〈Mother〉。
2005年，Domino Record在英國重新發行《In the Aeroplane Over the Sea》。重新發行版的封面，多了法蘭茲費迪南還有拱廊之火等受Neutral Milk Hotel影響樂團的讚譽文字。傑夫．曼幹也在eBay的慈善拍賣活動貢獻了自己裝飾的吉他，其他吉他則由 Orange Twin Records以每把美金900塊的價格出售。
2006年，象六的留言板出現傑夫．曼幹宣佈重新開始錄音及巡迴的發文，這個消息很快在獨立音樂圈造成熱烈討論，各大媒體包括Rolling Stone、Pitchfork Media還有Billboard也都報導此事。但傑夫．曼幹的好友兼The Apples in Stereo的團員Robert Schneider出面澄清這則謠言。
2008年10月，傑夫．曼幹在象六舉辦的「假日驚喜巡迴」中露臉，與Julian Koster 表演了〈Engine〉。

## 重回演出
2010年5月6日，傑夫．曼幹在曼哈頓參與了一場為了中風友人Chris Knox舉辦的慈善演出，共表演了五首歌。雖然這次的演出是為了Chris Knox，但隨著傑夫．曼幹的露面，「傑夫．曼幹即將重新錄音巡迴」的謠言也隨即沸騰。
2010年12月4日，傑夫．曼幹在布魯克林的Schoolhouse舉辦了一場100位觀眾限定的小型演出，演出了十首歌曲。
2011年1月，音樂雜誌Q將《In the Aeroplane Over the Sea》列為過去25年最佳250張專輯之一。同年傑夫．曼幹宣佈了幾場即將在秋天舉辦的演出，包括為 All Tomorrow's Parties音樂節在紐澤西的演出策劃。2011年8月26日，傑夫．曼幹架設了網站 walkingwallofwords.com，發行限量box set，內容除了有Neutral Milk Hotel的黑膠還有從未發行的歌曲，音樂之外還有傑夫．曼幹的手繪作品。
2011年10月4日，傑夫．曼幹在佔領華爾街的抗議活動意外現身並且現場演出幾首歌。
2012年1月9日，Goldenvoice網站公佈傑夫．曼幹將在科切拉音乐节演出。隔天，曼幹官方巡迴網站公佈了在美國西岸的其他演出場次。
傑夫．曼幹與其他象六的夥伴包括Apple in Stereo、The Olivia Tremor Control以及The Music Tapes為2012年3月9日－11日的ATP策劃演出，本身也是該場演出的主要人物。其他的演出音樂人還有Joanna Newsom、Half Japanese、The Magnetic Fields。前Neutral Milk Hotel團員也參與了這次的盛會。
2012年11月12日，Pitchfork公佈傑夫．曼幹將在2013年1月及2月展開巡迴。1月9日在紐約水牛城的演出是這次巡迴的開端；2月16日在麻省北亞當斯的演出是最後的行程。

## 樂團復出
2013年4月29日，樂團宣佈將以最初的《 In the Aeroplane Over the Sea》成員展開復出巡演。

## 影響
中性牛奶飯店的音樂影響了後來的加拿大搖滾樂團拱廊之火、美國民謠樂團美好冬季樂團、美國搖滾樂團貝魯特樂團、蘇格蘭搖滾樂團法蘭茲·費迪南、驚嚇的兔子樂團和美國樂團壓軸樂團。他們的歌曲也被許多樂團或歌手翻唱過，包括威爾可樂團("King of Carrot Flowers Part 1")新異樂團("Oh Comely")、Matt Pond PA("In The Aeroplane Over The Sea")、山羊樂團("Two Headed Boy")、德勒斯登娃娃("Two Headed Boy")、Kevin Devine("Holland, 1945")和地獄之花樂團("Avery Island" / "April 1st")。
2010年由約翰．葛林、大衛．賴維森所寫的暢銷小說《兩個威爾》(Will Grayson, Will Grayson)中，其中一位主角威爾最喜歡的樂團便是中性牛奶飯店樂團。